# COVID-19-Pandemie in Tschechien

SARS-CoV-2-Infektionen pro 100.000 Einwohner in den Bezirken Tschechiens

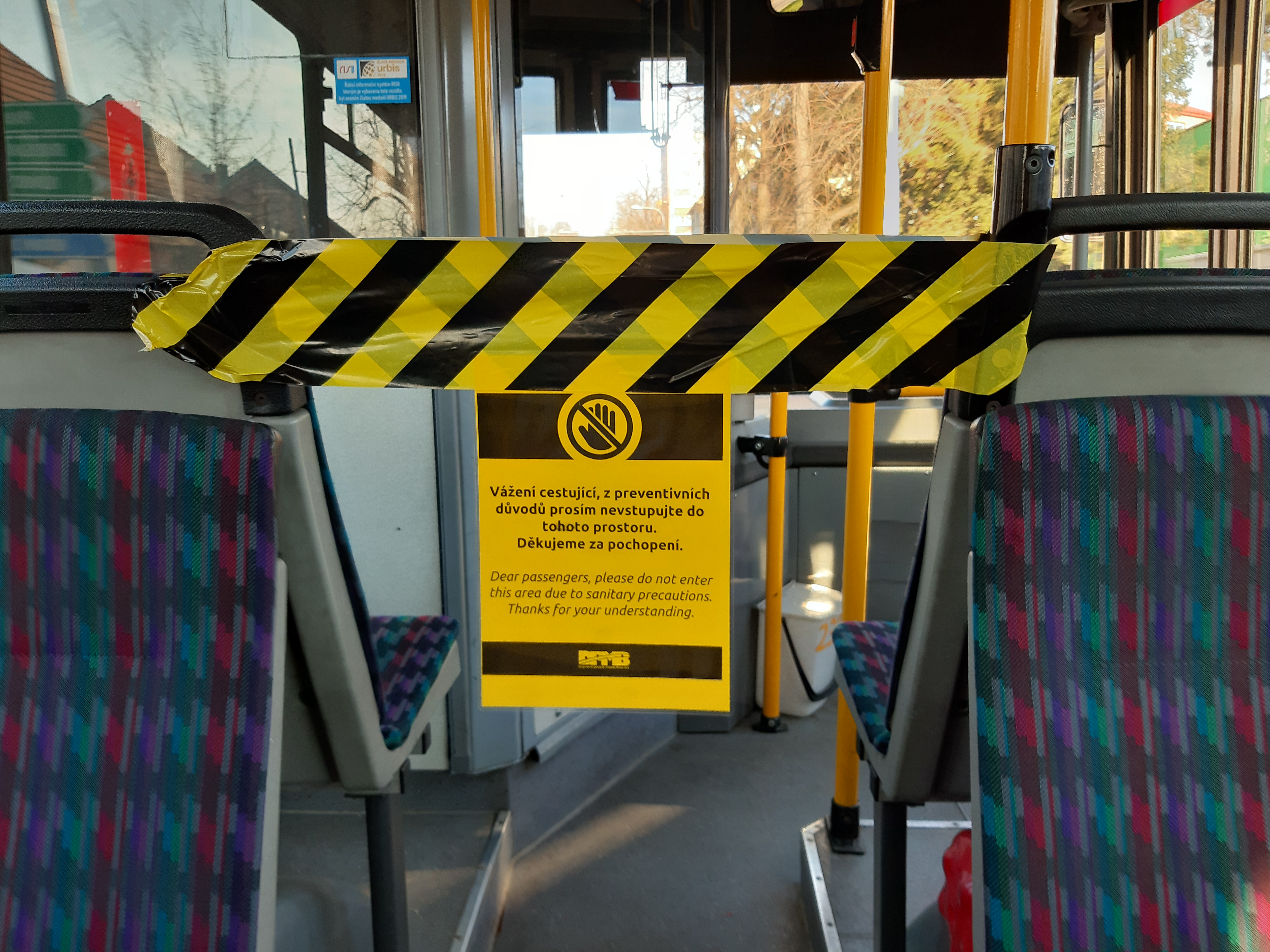
Abgesperrter Fahrerbereich in einem öffentlichen Bus in Brünn

Die COVID-19-Pandemie in Tschechien tritt seit März 2020 als regionales Teilgeschehen des weltweiten Ausbruchs der Atemwegserkrankung COVID-19 auf. Sie wird verursacht durch das Ende 2019 neu aufgetretene Virus SARS-CoV-2 aus der Familie der Coronaviren. Die COVID-19-Pandemie hat sich seit Dezember 2019 von der chinesischen Metropole Wuhan, Provinz Hubei ausgehend weltweit ausgebreitet. Seit dem 11. März 2020 stuft die Weltgesundheitsorganisation (WHO) das Ausbruchsgeschehen als Pandemie ein.
Nachdem Anfang März 2020 die ersten Krankheitsfälle in Tschechien bestätigt worden waren, führte die tschechische Regierung seit dem 10. März 2020 sukzessive zahlreiche Maßnahmen zur räumlichen Distanzierung ein, um die Ausbreitung zu verlangsamen. Am 24. April 2020 gab es insgesamt 7188 bestätigte Infektionen in Tschechien. Im Sommer sank die Zahl der Neuinfektionen; die Einschränkungen wurden während des Sommers weitgehend gelockert. Ab Ende August stiegen die Infektionszahlen in Tschechien prozentual stärker an als in den meisten anderen Ländern Europas. Seit dem 5. Oktober 2020 gilt ein Ausnahmezustand. Ab Anfang November entspannte sich die epidemiologische Situation vorübergehend (siehe unten).
Am 9. Dezember 2020 beschloss das Parlament (mit 53 zu 36 Stimmen) eine Verlängerung des Corona-Notstands bis einschließlich 23. Dezember. Der Vorschlag, den Ausnahmezustand gleich um 30 Tage bis zum 11. Januar 2021 zu verlängern, fand keine Mehrheit. In Innenräumen dürften sich bis zu zehn Personen treffen; es galt eine weitgehende Maskenpflicht. Im Januar 2021 hatte Tschechien im Verhältnis zur Einwohnerzahl eine der höchsten Infektionsraten weltweit. Im Februar 2021 wurde der Notstand bis Ende März verlängert. Am 26. März 2021 verlängerte das Parlament den Notstand bis zum 11. April. An diesem Tage lag die Sieben-Tage-Inzidenz über 500 (Deutschland: 119). Seit Beginn der Pandemie wurden in dem 10,7-Millionen-Einwohner-Land fast 2,5 Millionen Infektionen und 35.975 COVID-19-Tote registriert (Stand 2. Jän. 2022).

## Verlauf

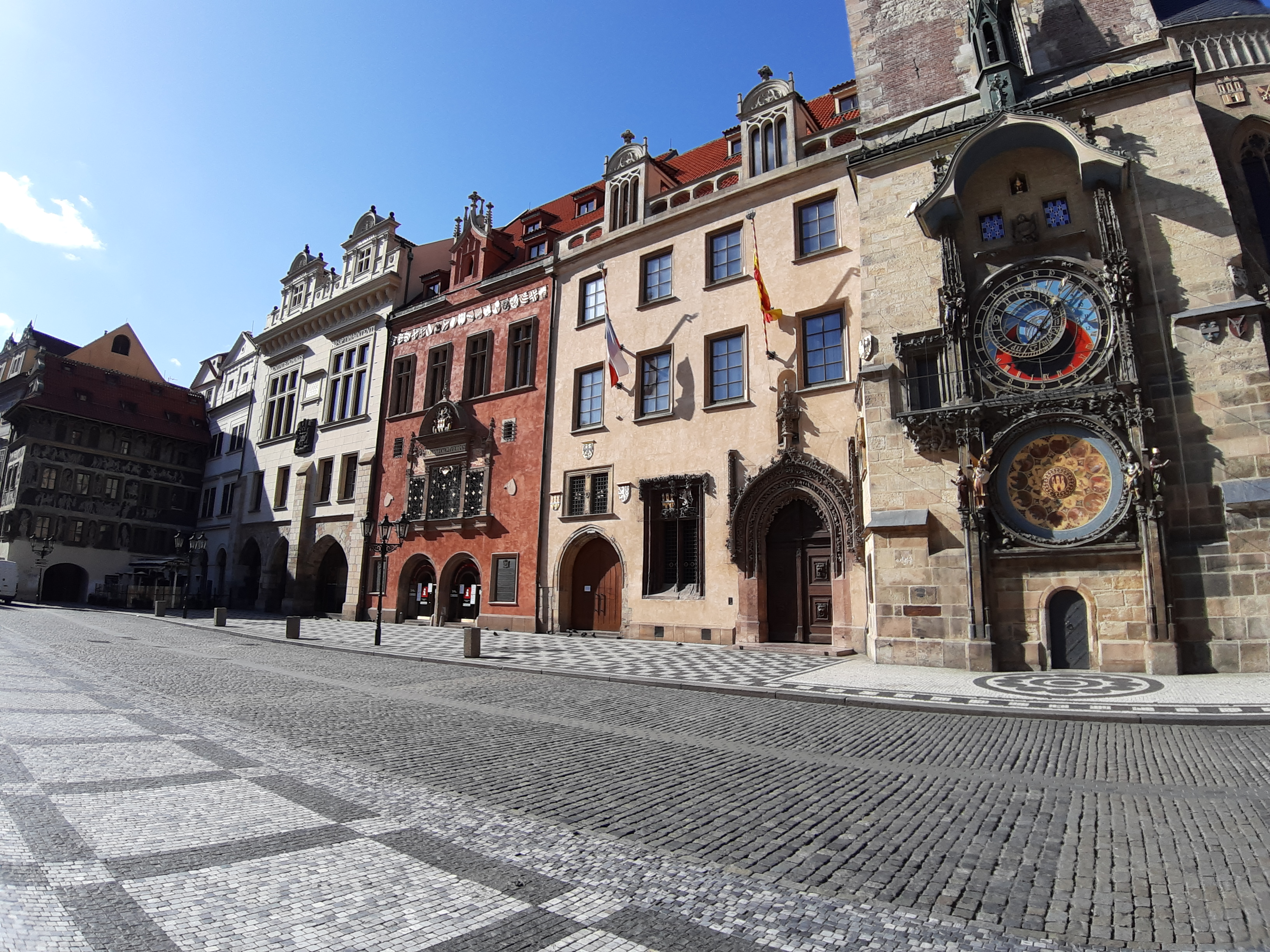
Der menschenleere Platz vor der Prager Rathausuhr im März 2020

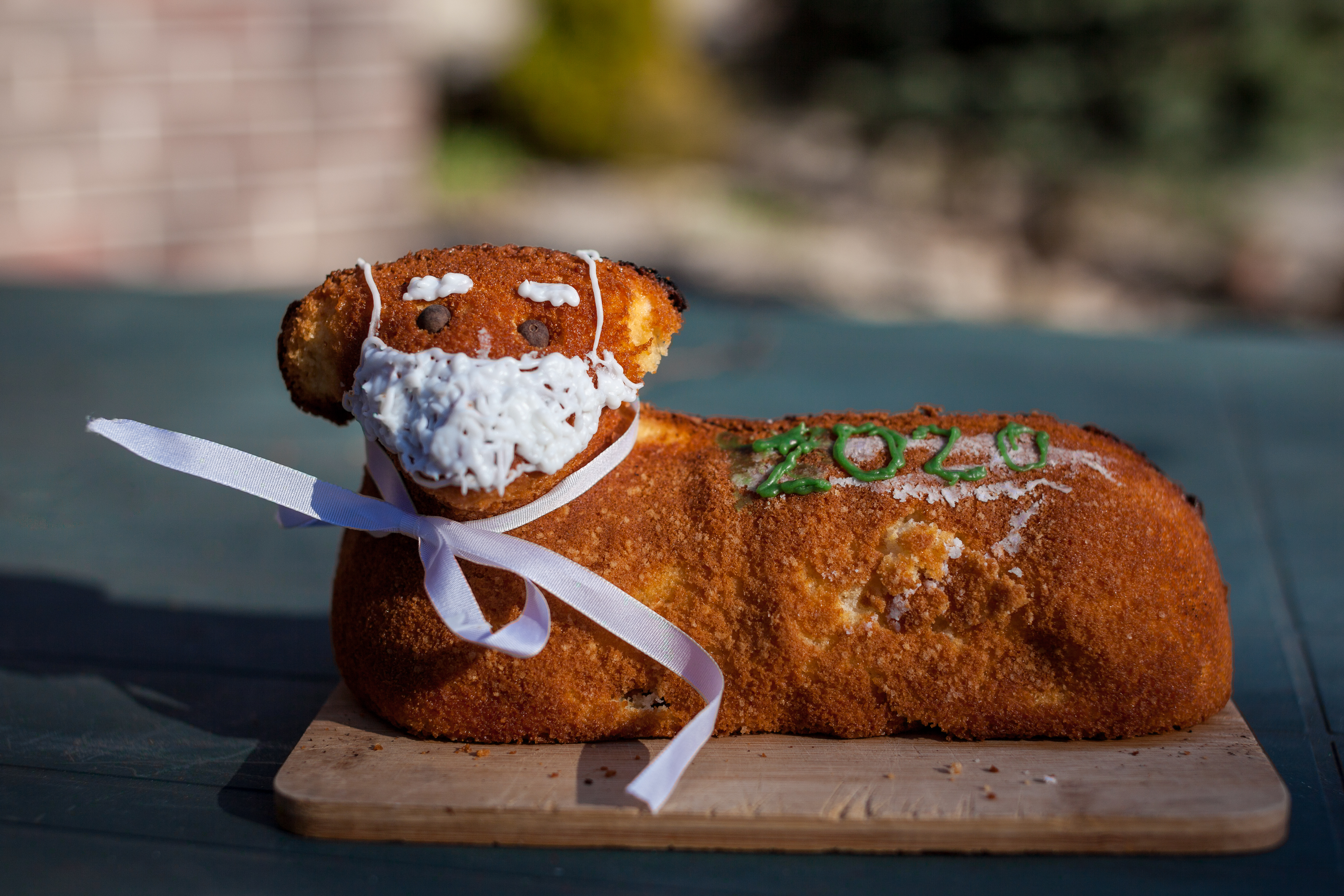
Osterlamm mit Mundschutz

### März 2020
Die ersten Fälle wurden am 1. März 2020 bestätigt. Drei Urlauber hatten sich in Norditalien infiziert. Am 10. März 2020 verfügte die Regierung Andrej Babiš die Schließung der Schulen. Am 12. März wurde der Notstand ausgerufen. Ab 14. März mussten Restaurants und Geschäftslokale geschlossen bleiben. Am 16. März ließ die Regierung die Grenzen zu den Nachbarländern schließen, mit Ausnahmen im Bereich der notwendigen Versorgung. Ab 19. März führte Tschechien als eines der ersten europäischen Länder gegen die damalige Empfehlung der WHO eine Mundschutz-Pflicht ein. Viele Menschen nähten für sich und Andere Masken. „Aus dem Land wurde gefühlt eine große Nähmaschine“, berichtete Danko Handrick für die Tagesthemen.
Am 22. März 2020 starb ein 95-jähriger Mann; er gilt als der erste COVID-19-Tote in Tschechien.
Am 23. März 2020 startete die Česká televize den Fernsehsender ČT3, um zusätzliche Inhalte insbesondere für Senioren zu senden.
Das Abgeordnetenhaus stimmte in einer Notsitzung in der Nacht von 23. zum 24. März 2020 der Änderung des Haushaltsplans zu. Am 25. März 2020 wurde die Schließung der Grenzen nach Deutschland und nach Österreich auch für Berufspendler beschlossen. Für Gesundheits- und Sozialberufe gilt eine Sondererlaubnis, die tägliches Pendeln zum Arbeitsplatz gestattet.

### Frühjahr und Sommer 2020
Am 14. April 2020 präsentierte die Regierung einen Plan zur schrittweisen Lockerung der Maßnahmen. Am 23. April 2020 verfügte sie zahlreiche Lockerungen; unter anderem hob sie das Ausreiseverbot auf. Am 17. Mai 2020 wurde der Notstand aufgehoben. Zahlreiche Einschränkungen blieben jedoch in Kraft. Gastronomiebetriebe und Hotels durften ab 25. Mai 2020 wieder öffnen, ebenso sind Veranstaltungen bis 300 Personen erlaubt.
Am 26. Mai 2020 wurden alle Straßen- und Eisenbahngrenzübergänge für den grenzüberschreitenden Verkehr nach Deutschland wieder geöffnet. Eine Einreise zu touristischen Zwecken war aber nicht erlaubt. Am selben Tag wurde auch die Grenze nach Österreich geöffnet.
Im Bergwerk Darkov in der schlesischen Stadt Karviná entstand ein Infektionsherd. Am 27. Mai 2020 ließen sich 302 Fälle darauf zurückführen. Die Behörden führten flächendeckende Tests durch.
Die tschechische Grenze wurde am 5. Juni 2020 für Bürger Deutschlands, Österreichs und Ungarns wieder vollständig geöffnet.
Am 18. Juni 2020 gab das Gesundheitsministerium bekannt, die Mundschutzpflicht zum 1. Juli 2020 in weiten Teilen Tschechiens wieder aufzuheben. Diese Regelung galt nicht für besonders betroffene Gebiete, zum Beispiel die Hauptstadt Prag. Ein großer Teil der Beschränkungen wurde über den Sommer aufgehoben.

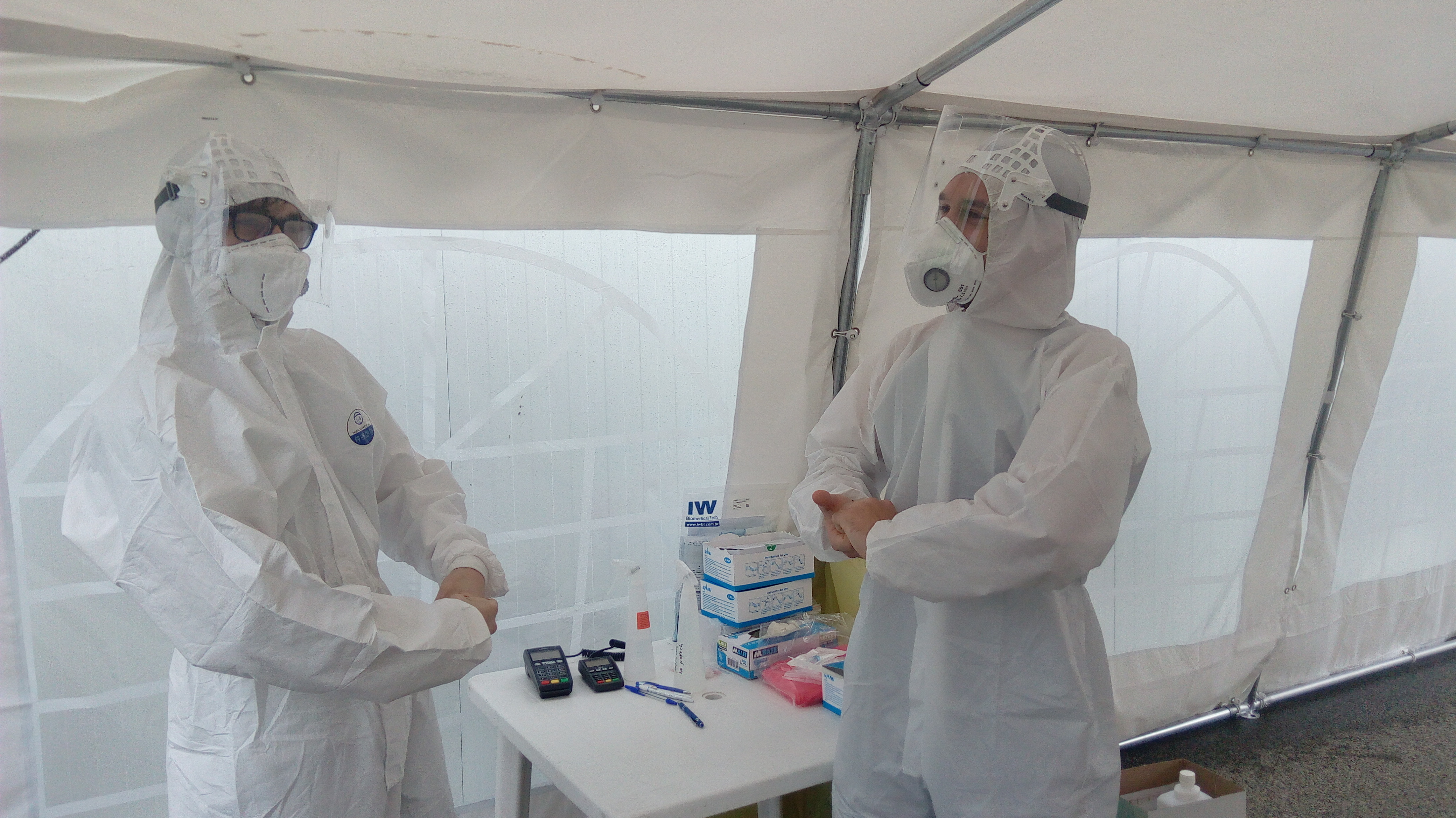
Covid-Testzelt in Budweis

Am 21. August 2020 wurden in Tschechien 506 neue Covid-Infektionen registriert. Der bisherige Höchstwert, 377 Neuinfektionen, war am 27. März 2020 erreicht worden. Auch das Nachbarland Slowakei verzeichnete einen neuen Rekord.
Als das Gesundheitsministerium im August 2020 präventiv wieder Maskenpflichten einführen wollte, bremste Ministerpräsident Babiš.
Am 31. August 2020 wurden 2304 Neuinfektionen der letzten Woche registriert, am 7. September 3658 und am 14. September 7649 (Verdopplungszeit 6,7 Tage, durchschnittlich plus 11,1 % pro Tag), siehe Abschnitt Infektionen. Galt Tschechien am Beginn der Pandemie als Musterland für eine frühe Eindämmung der Ausbreitung, stiegen im September die Infektionen besorgniserregend an.

### Herbst und Winter 2020
Am 21. September 2020 erklärte Gesundheitsminister Adam Vojtěch seinen Rücktritt.
Der Epidemiologe Roman Prymula wurde am 22. September neuer Gesundheitsminister Tschechiens. Prymula verkündete erneute Ausrufung des Notstands ab 5. Oktober 2020, um mit restriktiveren Maßnahmen den steilen Anstieg der Infektionen bremsen zu können und eine Überlastung des Gesundheitssystems zu verhindern. Am 24. und 25. September 2020 wurden jeweils über 2900 tägliche Neuinfektionen gemeldet, ebenso am 30.9. (2932), 1. Oktober (3493) und 2. Oktober (3793).
Die Regional- und Senatswahlen am 2. und 3. Oktober sowie die Stichwahl für den Senat eine Woche darauf wurden wie geplant abgehalten.
Wegen steigender Infektionen wurden ab dem 14. Oktober 2020 Schulen, Theater, Kinos und Sportstätten wieder geschlossen. Auch Restaurants, Bars und Kneipen mussten schließen.
Am 20. Oktober 2020 wurden 11.984 Neuinfektionen registriert – der Höchstwert seit Pandemiebeginn. Über ein Prozent der Bevölkerung war am Virus erkrankt. Mit 4064 Infizierten, die stationär behandelt werden mussten, wurde bei den tschechischen Krankenhäusern eine Auslastung von 80 Prozent erreicht. Prognosen der Regierung sagen, dass das Gesundheitssystem ab dem 7. November zusammenbrechen könnte, wenn die Beschränkungen nicht wirken.
Am 21. Oktober 2020 kündigte Gesundheitsminister Prymula einen erneuten Lockdown ab dem 22. Oktober an. Alle Geschäfte, einschließlich Restaurants, müssen schließen, mit Ausnahme von Lebensmittelgeschäften, Drogerien und Apotheken. Das Verlassen der Wohnung ist nur noch für den Weg zur Arbeit, notwendige Einkäufe, Arzt- und Familienbesuche zulässig. Erlaubt sind auch Spaziergänge in Parks und der freien Natur. Ab 21. Oktober galt eine Maskenpflicht auch im Freien.
Am 22. Oktober 2020 schloss die tschechische Regierung ihre Grenze für deutsche Staatsangehörige, die zum Einkauf oder zu touristischen Zwecken einreisen wollen. Geschäftsreisen und Familienbesuche bleiben erlaubt. Anfang November 2020 stellte der tschechische Botschafter in Deutschland, Tomáš Kafka, klar, dass Kurzbesuche deutscher Staatsangehöriger zum Einkauf in Tschechien weiterhin erlaubt sind.
Am 23. Oktober 2020 wurden 14.151 neue Infektionen innerhalb von 24 Stunden gemeldet. Babiš teilte mit, er habe Gesundheitsminister Prymula um seinen Rücktritt gebeten, nachdem dieser sich selbst nicht an die Maßnahmen gehalten hatte. Prymula war dabei fotografiert wurde, wie er ein Restaurant ohne Mundnasenschutz verließ. Nachfolger als Gesundheitsminister wurde am 29. Oktober Jan Blatný.

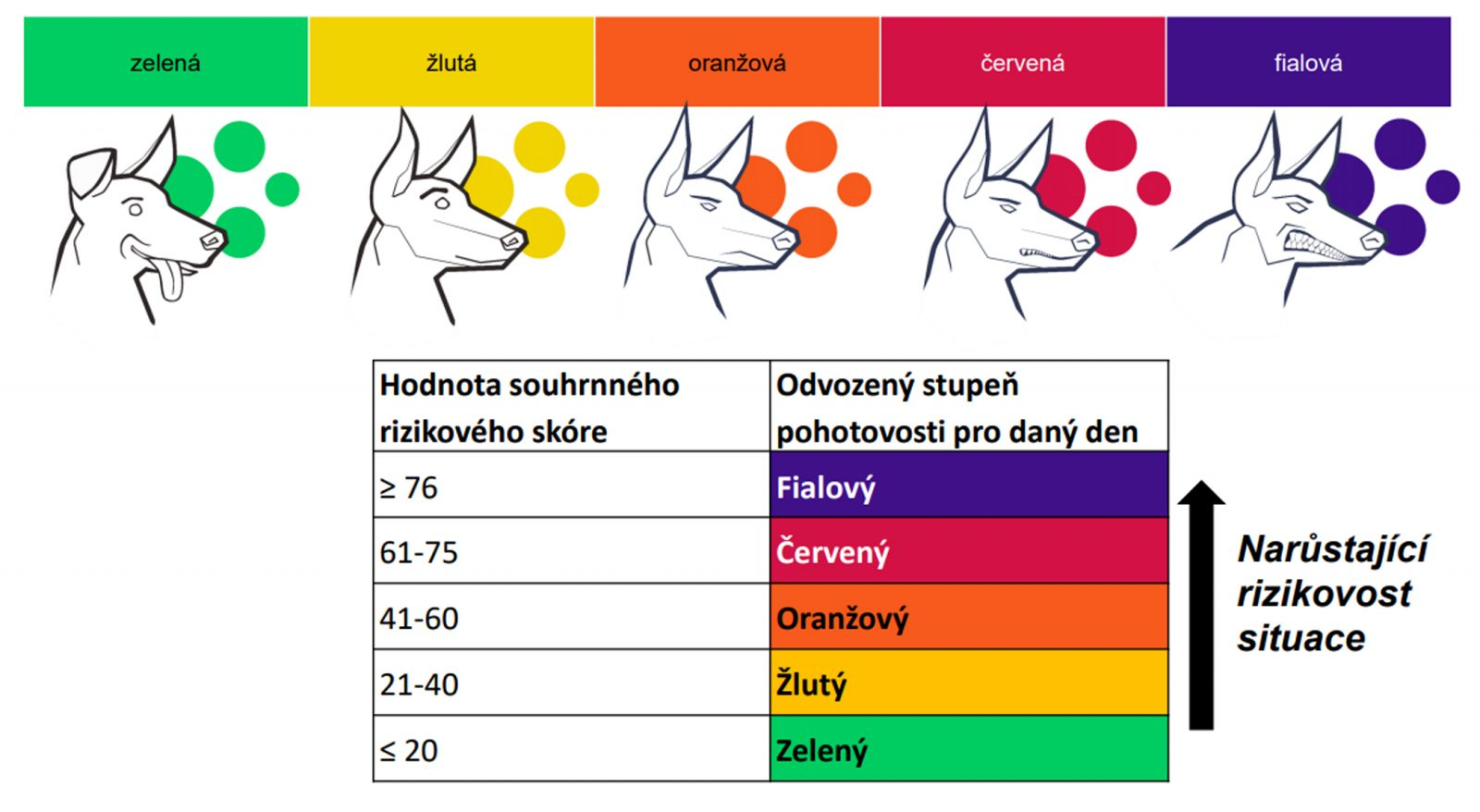
Fünfstufiges Risikobewertungssystem PES visualisiert mit Gesichtsausdrücken eines Hunds (pes bedeutet Hund)

Epidemiologische Situation nach Regionen gemäß Risikobewertungssystem PES

Am 5. November 2020 befanden sich 8200 Infizierte in tschechischen Krankenhäusern. Am 9. November 2020 meldete Tschechien 3608 Neuinfektionen an einem Tag, fast 3000 weniger als eine Woche zuvor.
Am 16. November 2020 wurde das Risikobewertungssystem Protiepidemický systém (PES – „antiepidemisches System“) eingeführt. In fünf Stufen von grün bis lila wird die aktuelle epidemiologische Situation dargestellt. Für jede Stufe sind Einschränkungen des öffentlichen Lebens in unterschiedlichem Ausmaß vorgesehen. Am 23. November wurde die höchste Risikostufe lila landesweit auf rot herabgesetzt und unter anderem eine teilweise Öffnung der Schulen ab 25. November verkündet.
Ab dem 27. Dezember 2020 war Tschechien erneut in der höchsten Stufe des Lockdown. Landesweit galten Ausgangsbeschränkungen und eine Ausgangssperre von 21:00 Uhr bis 5:00 Uhr. Am 27. Dezember begann auch die Covid-19-Impfung im Land.

### 2021
Im Februar 2021 wurde geschätzt, dass sich schon mindestens zwei Millionen Menschen in Tschechien mit dem Virus SARS-CoV-2 infiziert hatten.
Das deutsche Auswärtige Amt beurteilte die Lage in Tschechien am 15. Februar 2021 folgendermaßen: 

„Tschechien ist inzwischen sehr stark von COVID-19 betroffen. Landesweit beträgt die Inzidenz weit mehr als 200 Fälle pro 100.000 Einwohner auf sieben Tage. In Tschechien sind zudem vermehrt Fälle der neuen, ansteckenderen Varianten von COVID-19 festgestellt worden, weshalb Tschechien als Risikogebiet mit besonders hohem Infektionsrisiko (Virusvarianten-Gebiet) eingestuft ist.“ Es bestand ein Beförderungsverbot im grenzüberschreitenden Eisenbahn-, Bus-, Schiffs- und Flugverkehr für Personen aus Virusvarianten-Gebieten nach Deutschland, also auch aus Tschechien. Das Auswärtige Amt warnte vor „nicht notwendigen, touristischen“ Reisen in die Tschechische Republik. Umgekehrt wurde im Februar 2021 auch Deutschland von den tschechischen Behörden als Risikogebiet bewertet, aus dem nicht ohne Weiteres die Einreise nach Tschechien zulässig war.
Am 7. April 2021 ließ Premier Babiš Gesundheitsminister Blatný abberufen und Petr Arenberger folgte ihm als bereits vierter Minister seit Beginn der Pandemie. Hintergrund dafür soll Blatnýs abwehrende Haltung gegenüber einer nationalen Notfallzulassung für den russischen Impfstoff Sputnik V gewesen sein, für die sich vor allem Staatspräsident Miloš Zeman ausgesprochen hatte.

## Statistik
Im Jahr 2020 wurden 732.022 Neuinfektionen gemeldet, wovon bis Ende des Jahres 11.711 verstarben und 600.073 als genesen galten (Stand 1. Januar 2021, 10 Uhr). Auf eine Million Einwohner kamen 62.620 Infektionen – der höchste Wert weltweit bei Ländern mit mehr als 1 Million Einwohner – und 1.031 Tote (Stand 27. Dezember 2020, 10 Uhr), ebenfalls einer der höchsten Werte weltweit. Die Fallzahlen haben sich während der COVID-19-Pandemie in Tschechien wie folgt entwickelt:

### Infektionen

Bestätigte Infizierte nach Daten der WHO. Oben kumuliert, unten Tageswerte

### Todesfälle

Bestätigte Todesfälle nach Daten der WHO. Oben kumuliert, unten Tageswerte

## Cyberangriffe und Desinformation
Die tschechische Regierung warnte vor Versuchen, die Coronavirus-Krise zu Cyberattacken gegen Krankenhäuser zu missbrauchen. Der frühere tschechische Gesundheitsminister Adam Vojtěch bestätigte, dass es bereits Cyberangriffe auf Gesundheitseinrichtungen gegeben habe. Laut einigen Medienberichten führte Russland die Angriffe gegen die tschechische Infrastruktur aus, was die russische Botschaft in Prag jedoch bestreitet. Die Beziehungen zwischen Tschechien und Russland waren zum Zeitpunkt der vermeintlichen Angriffe besonders angespannt, nachdem die Behörden der Hauptstadt einen kleinen Platz in Prag, an dem die russische Botschaft liegt, nach dem ermordeten Regimekritiker Boris Jefimowitsch Nemzow benannt und das Prager Denkmal für den sowjetischen Marschall Iwan Stepanowitsch Konew (dieser gilt als Befreier Prags im Mai 1945) von der bisherigen prominenten Stelle entfernt hatten. Diese innenpolitischen, von der Prager Stadtverwaltung veranlassten Entscheidungen, die jedoch nicht mit der tschechischen Regierung abgestimmt waren, wertete Russland als einen Affront.
In einigen tschechischen Medien kursieren Falschinformationen zur COVID-19-Pandemie, wie etwa Behauptungen, dass die Pandemie von den Vereinigten Staaten entwickelt wurde, um eine teure Impfung zu verkaufen und somit den angeblich bevorstehenden finanziellen Zusammenbruch Amerikas abzuwenden. Solche Falschmeldungen basieren auf Desinformation russischer Staatsmedien und lassen sich auf Publikationen in russischer Sprache zurückverfolgen.